# Grayia tholloni
Grayia tholloni là một loài rắn trong họ Rắn nước. Loài này được Mocquard mô tả khoa học đầu tiên năm 1897.